# Mediastino posteriore
Il mediastino posteriore è un compartimento anatomico del torace delimitato posteriormente dalle vertebre toraciche e anteriormente dalle superficie del pericardio parietale che riveste la base del cuore.

## Limiti anatomici
Il limite posteriore è ben rappresentato, essendo costituito dalla superficie interna delle vertebre toraciche, dalla quinta alla dodicesima. Inferiormente, il limite è posto dalla superficie toracica del centro frenico del diaframma. Lateralmente confina con la superficie posteriore delle pleure mediastiniche. Il limite superiore è posto da un piano orizzontale passante attraverso l'angolo di Louis (articolazione tra il manubrio e il corpo dello sterno) e la quarta vertebra toracica.

## Organi del mediastino posteriore
Nel mediastino posteriore risiedono strutture arteriose, venose, nervose, linfatiche e l'esofago. Le strutture arterioriose sono rappresentante dal tratto toracico dell'aorta discendente, dalle radici delle arterie intercostali posteriori e dalle arterie esofagee medie; la vena azygos, la vena emiazygos, la vena emiazygos accessoria e le vene esofagee medie sono le principali strutture venose. Nella superficie esofagea anteriore decorre il nervo vago di sinistra, in quella posteriore decorre il nervo vago di destra; altre importanti strutture nervose sono i gangli del sistema simpatico toracico e nervi splancnici. Il dotto toracico, alcuni linfonodi e una trama di vasi linfatici costituiscono le strutture linfatiche del mediastino posteriore. Un'intricata trabecolatura connettivale frammista a tessuto adiposo costituisce il sostegno degli organi del mediastino posteriore. L'esofago inoltre assume rapporti con la trachea superiormente, mentre in basso è in rapporto con l'atrio sinistro del cuore.

## Patologia
Come per gli altri compartimenti mediastinici, il mediastino posteriore può essere interessato dalla diffusione di tutti i processi patologici che interessano i numerosi organi contenuti. Processi infiammatori tipici sono le mediastiniti, che possono derivare da pleuriti e pericarditi o da ascessi e flemmoni del distretto cervicale. Tumori e cisti del mediastino posteriore sono soprattutto di derivazione nervosa e comprendono il neurilemmoma, lo schwannoma, il neurofibroma, il ganglioneuroma, il ganglioneuroblastoma, lo schwannosarcoma, il paraganglioma e il feocromocitoma. Tuttavia sono possibili anche il linfoma, le cisti enterogene, il fibrosarcoma e i carcinoidi.